# Escut de Sant Feliu Sasserra
L'escut oficial de Sant Feliu Sasserra té el següent blasonament:
Escut caironat: d'atzur, una serra d'or amb la fulla d'argent; el peu d'or, 4 pals de gules. Per timbre una corona mural de poble.

## Història
Va ser aprovat el 24 d'octubre de 1990 i publicat al DOGC el 14 de novembre del mateix any amb el número 632.
La serra és un senyal parlant relatiu al nom del poble. Els quatre pals de l'escut de Catalunya recorden la jurisdicció de la Corona sobre la sotsvegueria del Lluçanès, la capital de la qual fou Sant Feliu Sasserra.